# Doki Doki Morning
Doki Doki Morning (jap. ドキドキ☆モーニング, Doki Doki Mōningu, wörtlich „herzklopfender Morgen“, geschrieben Doki Doki ☆ Morning) ist ein Lied der japanischen Metal-Band Babymetal. Es ist das erste Lied der Gruppe und wurde am 22. Oktober 2011 in Japan als DVD-Single veröffentlicht. Doki Doki Morning ist sowohl auf dem drei Jahre später erschienenen Debütalbum Babymetal als auch auf dem Album Sakura Gakuin 2010 Nendo: Message der Idol-Popgruppe Sakura Gakuin zu finden.

## Veröffentlichung
Der Gesang für das Lied wurde am 30. Oktober 2010 aufgenommen. Dessen erste Präsentation erfolgte am 28. November in Yokohama, im Rahmen des Sakura Gakuin Festival 2010, dem Debütkonzert der Idol-Popgruppe Sakura Gakuin (von der Babymetal bis 2013 eine Subgruppe war). Das Lied wurde fast ein Jahr später als Standard-Download und als limitierte DVD-Single veröffentlicht. Letztere war am 22. und 23. Oktober 2012 bei Konzerten von Sakura Gakuin in der Mt. Rainier Hall in Shibuya im Vorverkauf erhältlich, danach auch in begrenzter Stückzahl in Online-Shops und bei Tower Records in Shinjuku. Der limitierten Edition war eine DVD mit dem Musikvideo von Doki Doki ☆ Morning beigelegt, ebenso ein Handtuch mit dem Bandlogo. Es folgten zwei Wiederveröffentlichungen: am 6. April 2012 in Japan und am 13. Dezember 2015 in Großbritannien.

## Komposition
Doki Doki ☆ Morning gilt als typisches Beispiel des von Babymetal maßgeblich beeinflussten Subgenres Kawaii Metal, das Elemente von Metal und J-Pop verschmilzt. Dunkle, eindringliche Instrumentation wechselt sich ab mit einer eingänglichen und fröhlichen Melodie. Der Liedtext handelt vom morgendlichen Stress von Teenagern, bevor sie zur Schule gehen müssen.
Keines der drei Mädchen war damals mit Metal vertraut. Bei den Aufnahmen bemerkte Moa Kikuchi (Moametal) dazu, dass der Klang des Liedes einen direkten Gegensatz zur japanischen leichten Musik (kei-on) bildet. Aus diesem Grund erhielt Babymetal innerhalb von Sakura Gakuin die alternative Bezeichnung Jūon-bu (重音部, „Club für harte Musik“), um den Kontrast hervorzuheben. Leadsängerin Suzuka Nakamoto (Su-metal) kommentierte, dass sie zuvor noch nie solche musikalische Härte gehört habe, während Yui Mizuno (Yuimetal) zu Beginn eher an der Choreografie als am Gesang interessiert war. Nakamotos Gesang wurde getrennt von jenem von Kikuchi und Mizuno aufgenommen.

## Rezeption
Am 7. November 2011 erreichte Doki Doki ☆ Morning Platz 80 in den Charts für Independent-Singles und -Alben von Billboard Japan.

## Musikvideo
Toy’s Factory lud am 12. Oktober 2011 auf seinem eigenen YouTube-Kanal eine gekürzte Version des Musikvideos hoch. Über ein Jahr später, am 8. November 2012, erfolgte der Upload der Vollversion auf dem offiziellen Kanal von Babymetal. Die Produktion des Videos stand unter der Leitung von Shimon Tanaka. Bis März 2019 wurde die Vollversion über 23 Millionen Mal angeschaut, die Kurzversion über 2,5 Millionen Mal. Zu sehen sind die drei Mädchen von Babymetal, die nach einer trickfilmartigen Anfangssequenz aus der Hölle emporsteigen und anschließend in einem stilvoll eingerichteten Zimmer, in einem Uhrwerk und in einem Keller tanzen – stellenweise begleitet von tanzenden Skeletten.

## Mitwirkende
(Angaben gemäß den Booklets der Alben Sakura Gakuin 2010 Nendo: Message und Babymetal)
- Suzuka Nakamoto (Su-Metal): Leadgesang
- Yui Mizuno (Yuimetal): Gesang
- Moa Kikuchi (Moametal): Gesang
- Kei Kobayashi (Kobametal): Executive Producer
- Millenium Japan: Produzent
- SOH: Gitarre, Arrangement
- Norikazu Nakayama: Text, Musik
- Norizo: Musik
- Motonari Murakawa: Musik, Arrangement
- Seiji Toda: Tonaufnahme, Abmischung
- Yuji Nakamura: Assistenz-Tontechniker

## Coverversion
Die Alternative-Metal-Band Kiba of Akiba schuf eine Coverversion von Doki Doki Morning, die am 7. März 2012 als Bonustrack auf der Split-Single Babymetal × Kiba of Akiba erschien.